# La Era, Morelos
La Era är en ort i Mexiko.   Den ligger i kommunen Tlaquiltenango och delstaten Morelos, i den sydöstra delen av landet, 100 km söder om huvudstaden Mexico City. La Era ligger 847 meter över havet och antalet invånare är 405.
Terrängen runt La Era är huvudsakligen kuperad. La Era ligger nere i en dal. Runt La Era är det ganska glesbefolkat, med 45 invånare per kvadratkilometer. Närmaste större samhälle är Zacatepec, 14,6 km nordväst om La Era. I omgivningarna runt La Era växer huvudsakligen savannskog.